# Ораторія графа Суарді

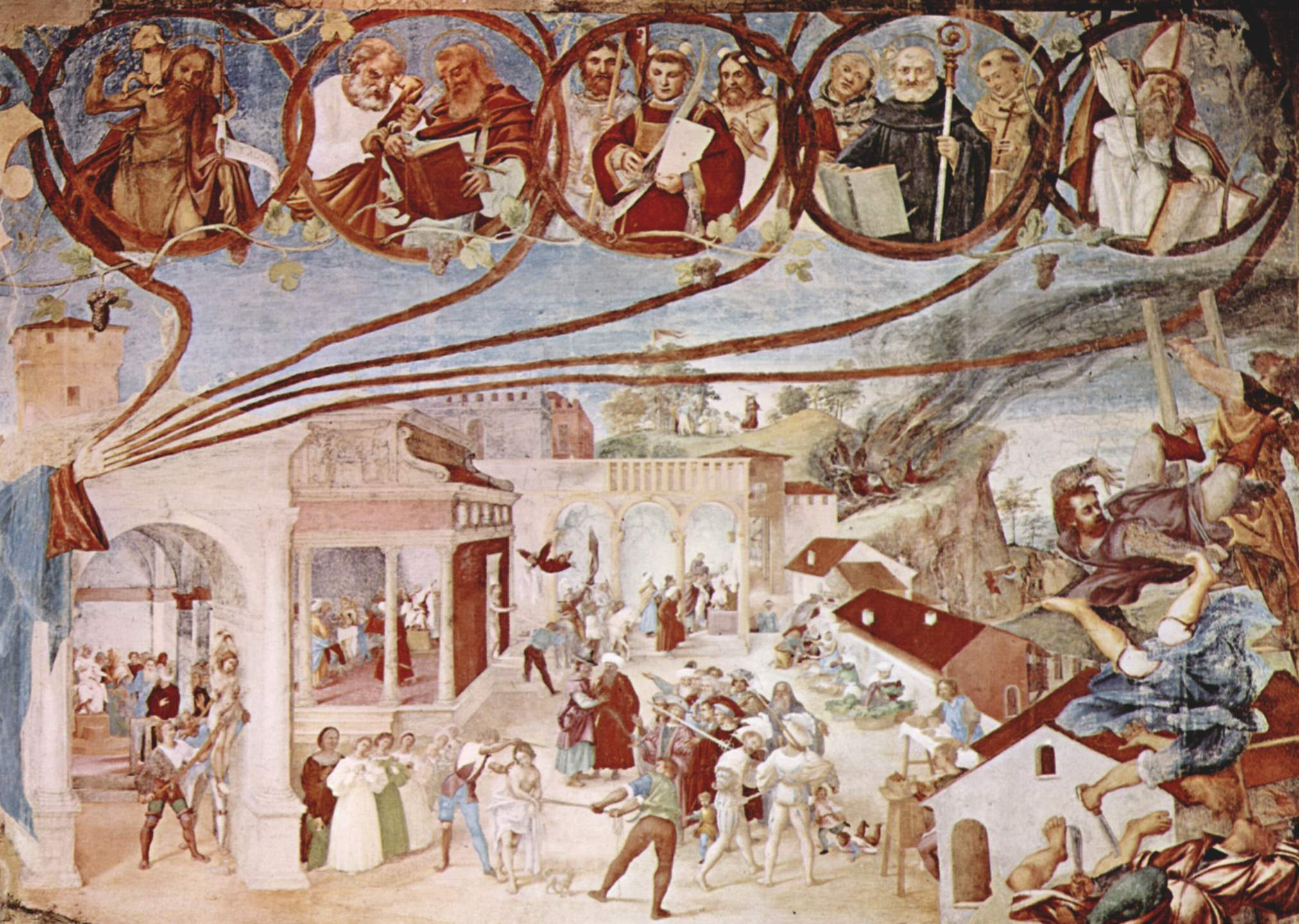
Ораторія графа Суарді. Права частина фрески зі сценами життя Св. Барбари

Ораторія графа Суарді (італ. Oratori Suardi) — приватна каплиця, розташована на території вілли в Трескоре-Бальнеаріо, провінція Бергамо, Італія.Відома  фресковим циклом венеційського художника Лоренцо Лотто (1488–1657) .

## Приміщення каплиці й передісторія
Відома з XV століття каплиця мала спрощену  форму у вигляді прямокутного блоку з похилим дахом і заокругленою абсидою. Хтось встиг навіть створити декілька фресок в абсиді. 1523 року художник Лоренцо Лотто і власник, граф Джованні Баттіста Суарді, домовились про створення нового циклу фресок. Це була складна іконографічна програма з житій Св. Катерини, Марії Магдалини, Св. Бригіти і Св. Барбари. Головувати мав Христос як переможець над дияволом. Його перемогу підсилювали пророки і сивіли, а також численні сувої з уривками з Біблії. Навіть виноградні лози і збори винограду були пов'язані зі сценою євхаристії.
Типовою для Лоренцо Лотто є схильність до розповідальної манери. Це і обумовило декілька різних за часом подій, поєднаних художником на одній стіні. При цьому низка сцен має простонародний, провінційний, а не аристократичний характер (косовиця, випас худоби, пейзажні сцени).
Складний фресковий цикл було завершено влітку 1524 року.

## Опис твору
Можливо, Ораторія графа Суарді — найбільший за розмірами фресковий цикл, створений майстром за життя. Цикл фресок охопив дві бічні стіни і всю стелю без якихось проміжків. Парадоксальною, незвичною сумішшю середньовічних і ренесансних, але умовних уявлень стала фреска зі сценами життя Св. Барбари. Головує в монументальній роботі фігура Христа у повний зріст. Христос простяг руки в сторони, пальці рук художник продовжив лозами, що закрутив у кола-медальйони, розташовані вгорі під стелею. Серія з десяти медальйонів, по п'ять з кожного боку від фігури Христа, заповнені погруддями різних святих, що засудили єретиків. Над медальйонами художник розмістив білі картуші з переліком імен зображених святих.
Обабіч фігури Христа є низка сцен із життя і мучеництва за віру Св. Барбари. Фреска без візуальних кордонів переходить на стелю, де зображені гілки винограду і херувими. В систему фрескового циклу на стелі органічно включено і реальні дерев'яні балки. Цикл вийшов незвичним і антикласичним, наче художник передбачав бурхливий розвиток маньєризму в італійському мистецтві 16 століття.
Протилежна від фрески з Христом є стіна з історією життя Св. Варвари. Ця стіна мала два вікна. Тому художник був вимушений рахуватися з вікнами і створив три окремі фрески з життя Св Бригіти. Ілюстрацією до житія Св. Бригіти стала фреска «Видіння Св. Бригіти», котра побачила внутрішнім зором сцену меси, що здійснюється перед останками апостола Петра в Римі. Побачене так вразило її, що вона відправила людей в Рим, щоб вони привезли звідти правила богослужіння. В ролі свідків меси Лоренцо Лотто подав родину замовника.
Сцена розгорнута художником в передній частині каплиці, де Бригіта скинула багатий одяг заради каяття і посвяти в чорниці. Композиційно сцена нагадує  сцену «Меси в Больсені», створену  Рафаелем Санті в Ватикані. Хоча Лоренцо Лотто — не копіював Рафаеля.
Лише віддаленість каплиці при віллі в провінції зробили її маловідомою широкому загалу.

## Галерея

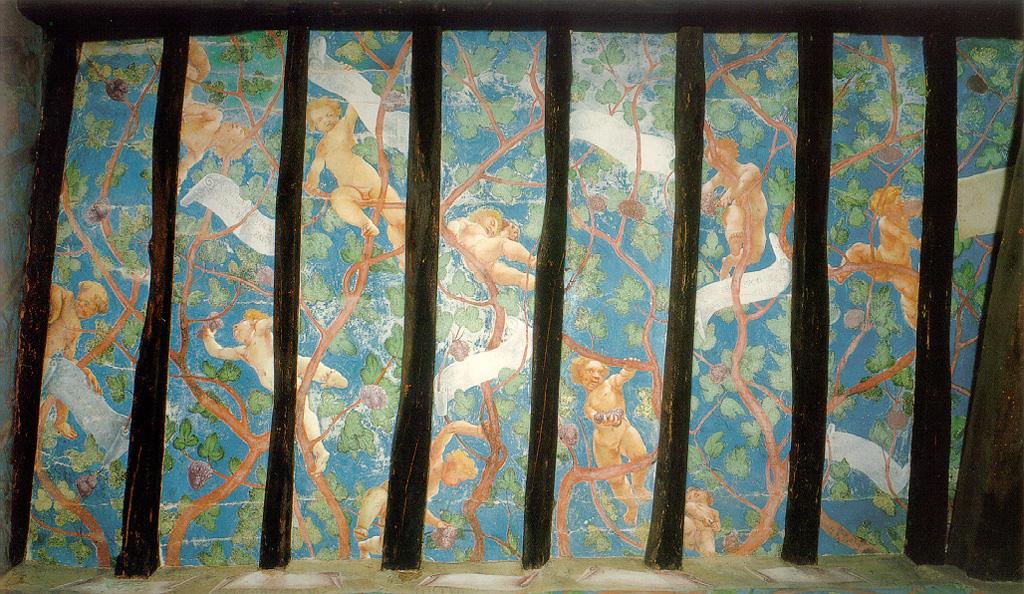
Каплиця Суарді. Стеля з виноградом і херувимами.

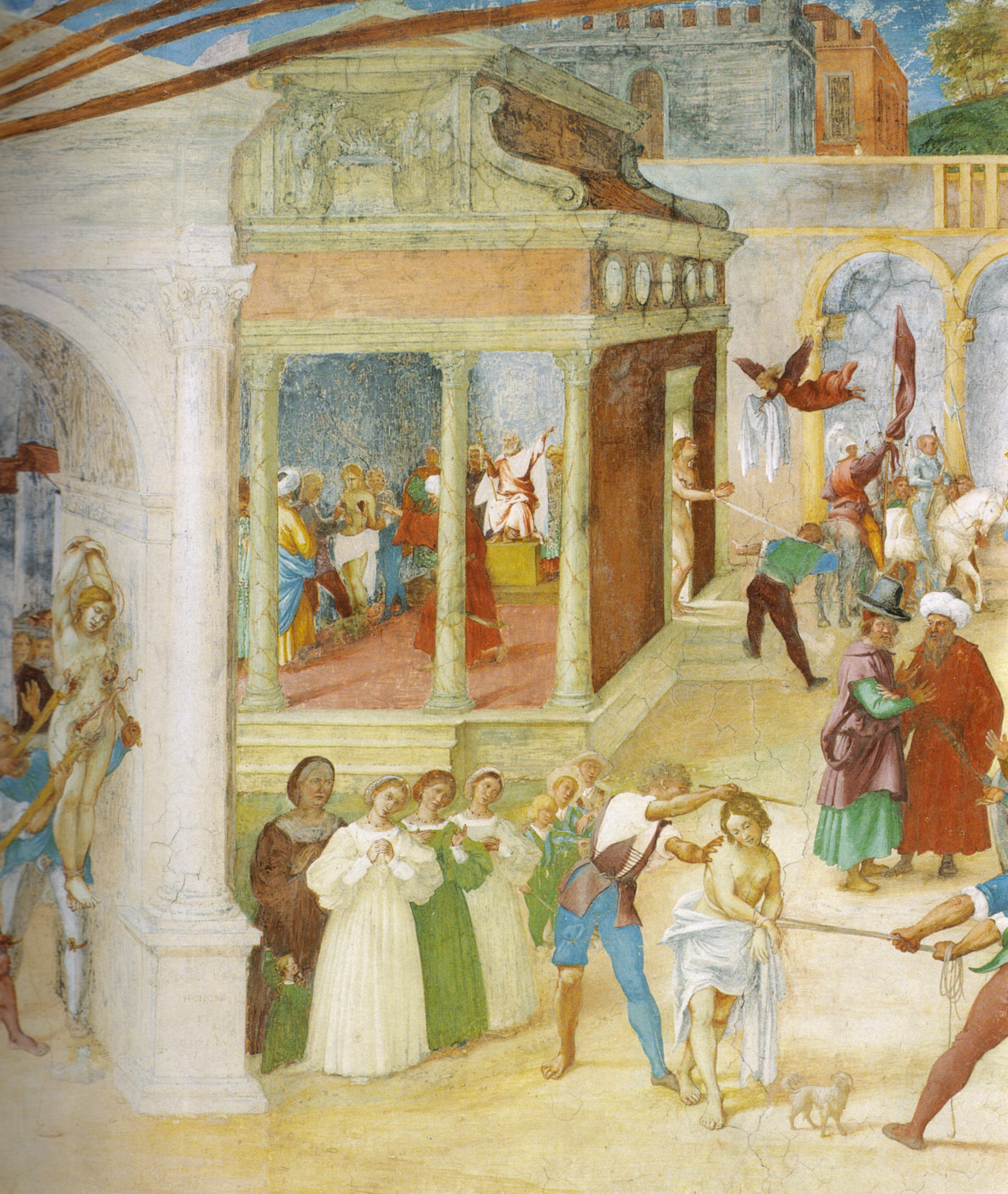
Сцена мучеництва Св. Барбари
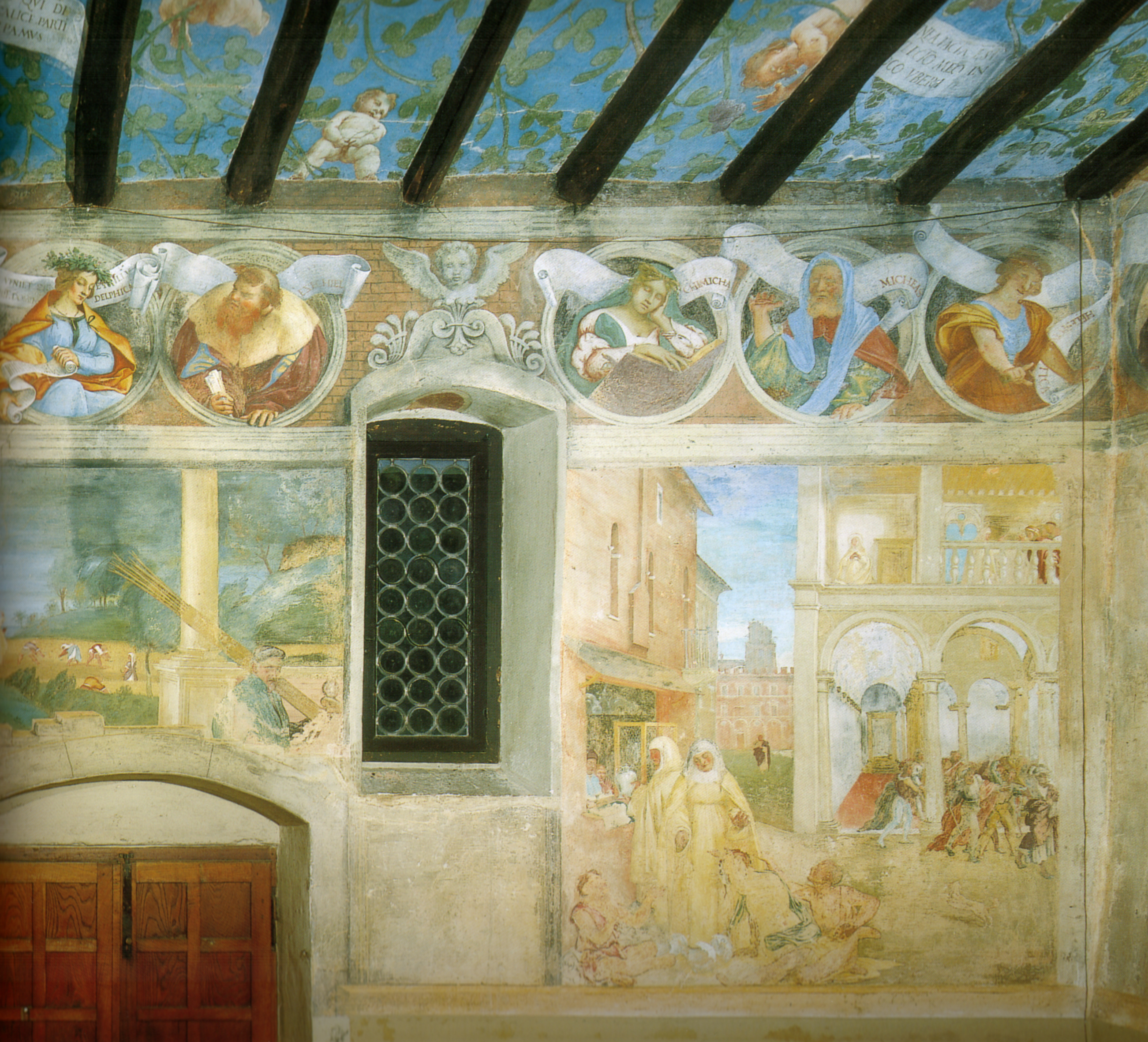
Фреска з житієм Св. Бригіти
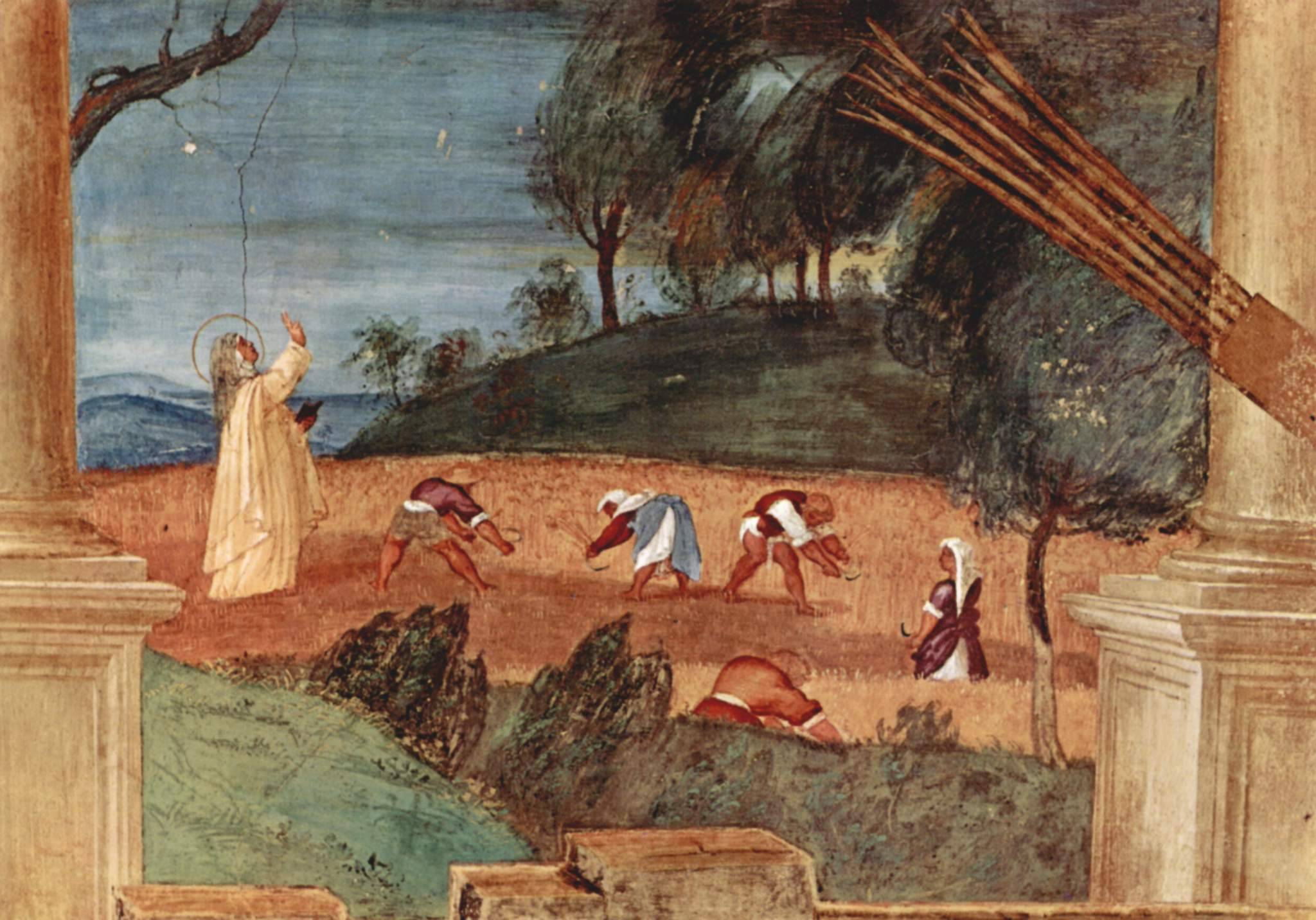
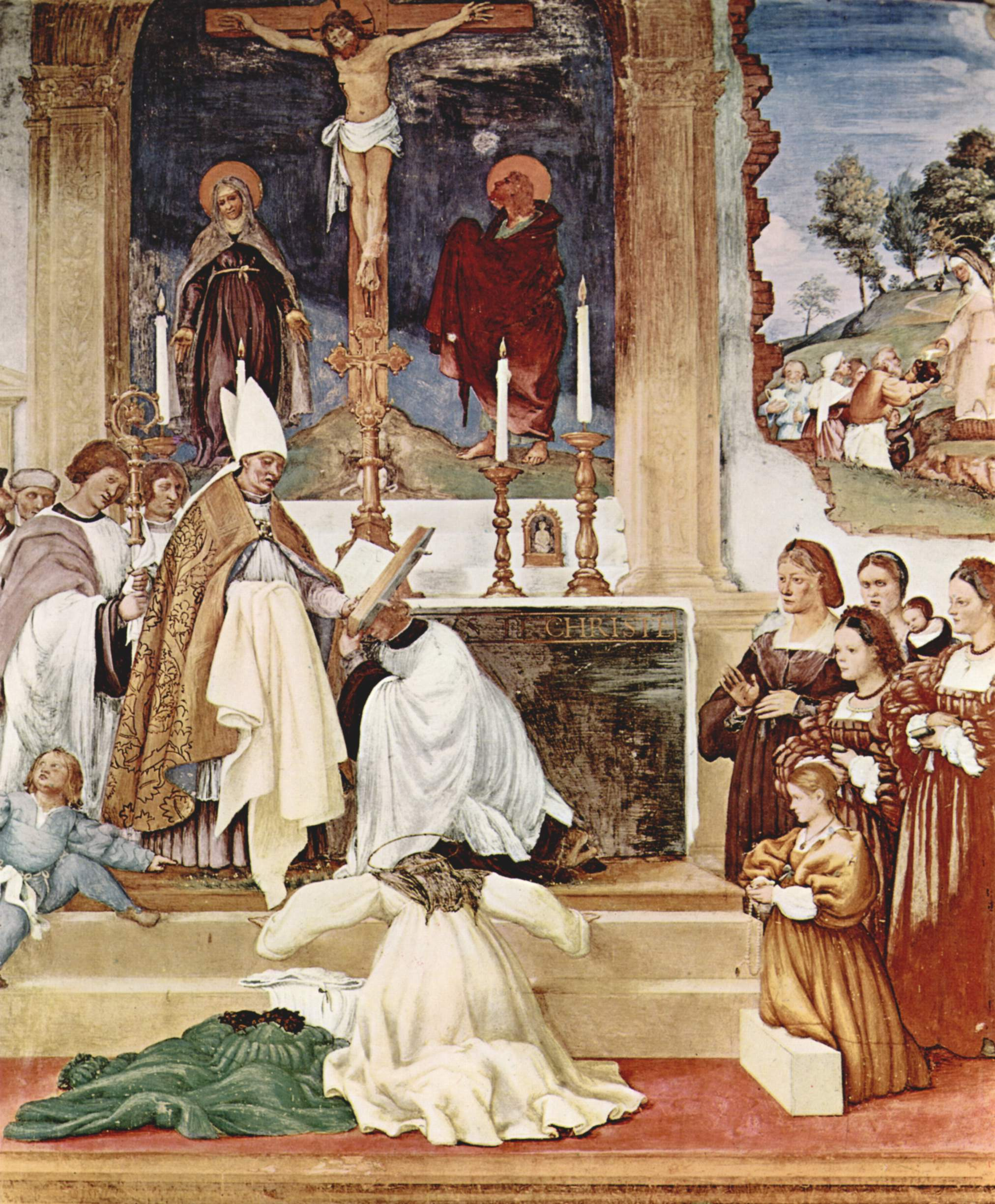
Каяття Бригіти
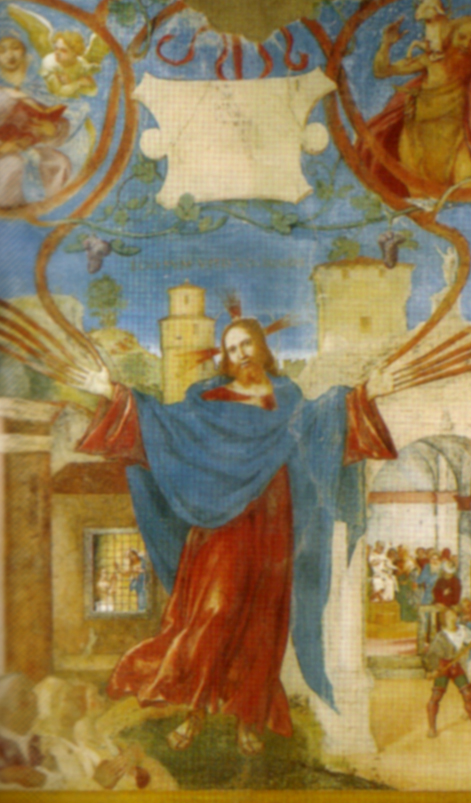
Христос як виноградна лоза